# 't Zal Wel Gaan
Le Taalminnend Studentengenootschap 't Zal Wel Gaan (TSG 't Zal Wel Gaan), est une association d'étudiants de l'Université de Gand (Belgique) fondée au XIXe siècle pour assurer la promotion de la culture flamande et du libéralisme en Flandre. Il s'agit de la plus ancienne société estudiantine de Flandre. Depuis sa création, l'association se caractérise par une nature progressiste, libérale et flamande. Elle soutient la séparation absolue entre l'État et l'Église. Cette société demeure un lieu de débats intellectuels.

## Histoire
't zal wel gaan (aussi appelé 't Zal), est créée en 1852 par des étudiants de l'athénée de Gand. L'étudiant le plus en vue du groupe est alors Julius Vuylsteke. Peu après sa création, l'association déménage pour l'Université de Gand où elle continue ses activités avec d'autres étudiants de fraternités politiques et philosophiques. 
Au cours du XIXe siècle, l'association devient célèbre pour son anti-cléricalisme. Elle joue un rôle important au sein de la lutte du mouvement flamand pour l'utilisation du néerlandais dans l'enseignement en Belgique. Cependant, la déclaration de la Première Guerre mondiale cause une crise idéologique parmi les étudiants de l'association. Un sentiment orangiste fait place à une philosophie anti-autoritariste de l'émancipation.
Des membres de 't Zal wel gaan rejoignent plus tard la résistance durant la Guerre d'Espagne et la Seconde Guerre mondiale. Certains jouent aussi un rôle durant la question royale concernant Léopold III de Belgique et les révoltes estudiantines de Mai 1968.
Aujourd'hui, l'association continue à participer aux débats éthiques et politiques. Elle a célébré son 150e anniversaire en 2002.
Parmi les membres célèbres (« 't Zallers ») citons : Tom Lanoye, Dirk Sterckx, Herman Balthazar.